# Som aquí. Les dones en el disseny 1900-Avui
L’exposició Som aquí. Les dones en el disseny 1900-Avui és una mostra que es va presentar al Museu del Disseny de Barcelona entre el 5 d’octubre de 2023 i el 7 de gener de 2024.

## L'exposició
Partia de l’exposició itinerant produïda pel Vitra Design Museum d’Alemanya, que es va ampliar amb dos àmbits més que tenien com a objectiu reivindicar la feina de les dissenyadores pioneres de l’estat espanyol i del disseny pensat per i per a les dones. Comissariada per Teresa Bastardes, Isabel Cendoya i Isabel Fernández del Moral, de l’equip de col·leccions del Museu del Disseny, aquesta segona part va requerir un treball previ de recerca per a rescatar les dissenyadores catalanes i espanyoles del segle XX i mostrar-ne els seus treballs.
L’exposició va obtenir el 2024 el premi ADI Cultura de Plata en la categoria d’esdevenimens i l’ADI Cultura de l’opinió que otorga el Foment de les Arts Decoratives.

## Dissenyadores
L'exposició va aglutinar peces de 56 dissenyadores que van treballar a Catalunya i alguns indrets de l'estat espanyol entre 1960 i 1990, per bé que la majoria eren barcelonines. El procés d'investigació per recuperar aquests noms i les seves creacions va pemetre aglutinar prop d'una setantena d'objectes.
- Maria Luisa Aguado Martínez
- Mariona Aguirre
- Ana Alavedra
- Montserrat Altet Girbau
- Rosa Amorós Bernadó
- Elisa Arimany
- Mercedes Azúa
- Carme Balada del Romero
- Gemma Bernal Rosell
- Anna Bohigas Gurgui
- Anna Calvera Sagué
- Isabel Campi i Valls
- Maria Cardoner
- Maria Bofill Fransí
- Lola Castelló Colomer
- Pepa Estrada
- Glòria Ferrer
- Sandra Figuerola
- Beth Galí
- Carmen Gallegos Zuasti
- Marisa Gallén
- Loni Geest
- María Ángeles González Alvarado
- Tone Høverstad
- Lola Huete
- Lourdes Humet Cienfuegos-Jovellanos
- Nani Marquina
- Tere Martínez Figuerola
- Mont Marsà
- Nina Masó
- Mayte Matutes
- Toni Miserachs
- Tere Moral
- Pati Núñez
- Eulàlia Oliver
- Maite Oriol Roca
- Agnès Padrós Rossell
- Montse Padrós Marquès
- Núria Pié Barrufet
- Carme Pinós Desplat
- Maribel Querol Carrillo
- Mariona Raventós
- Mireia Riera Coromina
- Fina Rifà
- Nancy Robbins
- Xeixa Rosa Trias
- Margarita Sala Gaschen
- Teresa Tayà
- Ana de Tord
- Maria Rosa Ventós
- Eugènia Vidal
- Rosa Vila-Abadal Serra
- Marina Vilageliu
- Pilar Villuendas
- Carme Vives
- Ana Zelich